# Кануны
Кануны (укр. Кануни) — село на Украине, находится в Новоград-Волынском районе Житомирской области.
Население по переписи 2001 года составляет 367 человек. Почтовый индекс — 11700. Телефонный код — 4141. Занимает площадь 2,046 км².

## Адрес местного совета
11776, Житомирская область, Новоград-Волынский р-н, с. Стриева